# Liste des symptômes en médecine humaine
Cette liste de symptômes n'est pas (encore) exhaustive. Voir aussi une liste alphabétique de signes médicaux (signes cliniques).

## Symptômes généraux
- Amaigrissement
- Anorexie
- Asthénie
- Fièvre
- Sueurs nocturnes

## Encardiologieet maladies desvaisseaux
- Bradycardie
- Claudication
- Circulation veineuse collatérale
- Douleur thoracique
- Dyspnée
- Lipothymie
- Œdème
- Palpitations
- Syncope
- Tachycardie

## Enhépato-gastro-entérologie
- Ascite
- Ballonnement abdominal
- Constipation
- Diarrhée
- Douleur abdominale
- Dyspepsie
- Dysphagie
- Érythrose palmaire
- Faux besoins
- Flapping
- Hématémèse
- Hépatalgie
- Ictère
- Leuconychie
- Melæna
- Nausées
- Pyrosis
- Rectorragie
- Reflux gastro-œsophagien
- Régurgitations
- Ténesme
- Vomissements

## Enpneumologie
- Apnée
- Bradypnée
- Cyanose
- Douleur thoracique
- Dyspnée
- Expectorations
- Hémoptysie
- Hippocratisme digital
- Tachypnée
- Toux

## Enurologieetnéphrologie
- Anurie
- Chylurie
- Déshydratation
- Dysurie
- Énurésie
- Fécalurie
- Hématurie
- Incontinence urinaire
- Incontinence fécale
- Oligurie
- Pollakiurie
- polydipsie
- Polyurie

## En psychiatrie
| - Aboulie - Agitation - Agoraphobie - Ambivalence - Anorexie - Anxiété - Apragmatisme | - Attaque de panique - Automatisme mental - Claustrophobie - Compulsion - Coprolalie - Délire - Dissociation | - Écholalie - Encoprésie - Énurésie - Fabulation - Graphorrhée - Hallucination - Hyperactivité | - Hypermnésie - Hypersomnie - Hypersyntonie - Hypomimie - Idée suicidaire - Impulsions - Indignité | - Insomnie - Logorrhée - Ludisme - Mégalomanie - Mélancolie - Mutisme - Négativisme | - Nosophobie - Obsession - Palilalie - Phobie - Ralentissement psychomoteur - Soliloquie - Stéréotypies | - Théatralisme - Tics - tristesse - Vaginisme |

## Enneurologie
| - Abasie - Adiadococinésie - Agnosie - Akinésie - Amaurose - Amnésie - Anomalie de la marche | - Anosognosie - Aphasie de Broca - Aphasie de Wernicke - Apraxie - Aréflexie - Asomatognosie | - Ataxie - Céphalées - Clonus rotulien - Déficit moteur - Déficit sensitif - Désorientation | - Diplopie - Dysarthrie - Dyschronométrie - Dysmétrie - Dyspraxie - Hallucinoses | - Hallucinations - Hémianopsie - Hémiasomatognosie - Hypermétrie - Micrographie - Myoclonie | - Nystagmus - Onirisme - Ptosis - Somnolence - Syncope - Tremblements | - Vertige |

## Enrhumatologie
- Douleur articulaire
- Raideur (rhumatologie)
- Blocage
- Dérobement
- Boiterie
- Désaxation
- Tuméfaction
- Amyotrophie
- Déformation
- Impotence
- Cervicalgie
- Dorsalgie
- Lombalgie

## Enendocrinologie
- Goitre
- Obésité
- Thermophobie
- Éréthisme cardio-vasculaire
- Exophtalmie
- Endophtalmie
- Chémosis
- Macroglossie
- Alopécie
- Aménorrhée
- Vergetures
- Hypertrichose
- Mélanodermie
- Galactorrhée
- Gynécomastie
- Xanthome
- Xanthalesma

## En hémato-cancérologie
- Pâleur
- Érythrose cutanée
- Adénopathie
- Cachexie
- Acouphènes
- Purpura
- Prurit à l'eau

## Enoto-rhino-laryngologie
- Surdité
- Acouphènes
- Hyperacousie
- Hypoacousie
- Anosmie
- Agueusie
- Xérostomie
- Dysphonie
- Dysphagie

## Endermatologie
- Macule
- Papule
- Bulle
- Prurit
- Nodule
- Vésicule
- Pustule
- Phlyctène
- Érythème
- Érosion
- Ulcération
- Hirsutisme
- Prurigo
- Exanthème
- Énanthème